# 本多忠雄
本多 忠雄（ほんだ ただお）は、江戸時代中期の陸奥国泉藩の世嗣。通称は雄之進。

## 略歴
2代藩主・本多忠籌の次男として誕生。母は松浦誠信の娘。子は本多忠誠の養女（山口弘致継室）。
天明5年3月13日（1785年4月21日）、病気を理由に廃嫡された。それに伴い庶子で長兄・忠誠が嫡子となり、父の隠居後に家督を継いだ。
文化13年12月23日（1817年2月8日）、死去。